# Ewelina Boesche-Kopczyńska
Ewelina Boesche-Kopczyńska (ur. 5 listopada 1973 w Strzelnie) – polski muzyk, dyrygent, pedagog, absolwentka i wykładowczyni Akademii Muzycznej w Bydgoszczy. 

## Życiorys
Ukończyła z wyróżnieniem studia z wychowania muzycznego w Akademii Muzycznej im. Feliksa Nowowiejskiego w Bydgoszczy otrzymując tytuł magistra sztuki. Doskonaliła swe umiejętności na studiach podyplomowych: logorytmiki w Akademii Muzycznej w Gdańsku, chórmistrzostwa w Akademii Muzycznej w Bydgoszczy i Sztuki przy Centrum Doskonalenia Nauczycieli w Bydgoszczy. Brała udział w kursach, seminariach i warsztatach w zakresie metod nauczania muzyki: Koncepcja Wychowania Muzycznego Carla Orffa w praktyce pedagogicznej, IX Polsko – Węgierskie Seminarium Kodaly’owskie, V Seminarium Gordonowskie: Audiacja – sposoby rozwijania i pomiar.
Jest wykładowcą akademickim w swojej macierzystej uczelni Akademii Muzycznej w Bydgoszczy, ze stopniem doktora. Zajmuje się przygotowywaniem i prowadzeniem autorskich audycji dla dzieci z rodzicami zatytułowanych „Poranki Muzyczne”. Ponadto na bydgoskiej Akademii Muzycznej wykłada także przedmioty takie jak: zespoły instrumentalne Orffa, instrumenty szkolne oraz metodyki nauczania. Jej zainteresowana zawodowe oscylują wokół problemu umuzykalniania małych dzieci. Przygotowuje i prezentuje koncerty z okazji Dnia Dziecka w Pałacu Parkowym w Ostromecku, oraz z grupą studentów z Wydziału Dyrygentury, Jazzu i Edukacji Muzycznej (dawniej Wydziału Dyrygentury Chóralnej i Edukacji Muzycznej) uczestniczy i prowadzi koncerty podczas Festiwalu Nauki i Sztuki w Toruniu. Współpracuje z realizatorami Programu Śpiewająca Polska. oraz Centrum Kultury „Wiatrak” w bydgoskim Fordonie. Bierze udział w licznych konferencjach dotyczących animacji kultury oraz wychowania muzycznego w przedszkolach i szkołach. Jest dyrygentem Chórów Harmonia i Harmonijka w Strzelnie oraz nauczycielem muzyki w Szkole Podstawowej w Strzelnie.

## Edukacja
- 1988 – 1992: Liceum Ogólnokształcące im. I Armii Wojska Polskiego w Strzelnie
- 1987 – 1993: Państwowa Szkoła Muzyczna II stopnia im. Juliusza Zarębskiego w Inowrocławiu
- 1993 – 1998: Akademia Muzyczna im. Feliksa Nowowiejskiego w Bydgoszczy, Wydział Wychowania Muzycznego – specjalność pedagogiczna
- 1997 – 1998: Warsztaty Metodyczne 1º – Koncepcja Wychowania Muzycznego Carla Orffa w praktyce pedagogicznej
- 1998: Seminarium O współzależności słowa i muzyki – IV Międzynarodowe Spotkania Chóralne Arti et Amicitiae
- 1998 – 1999: Podyplomowe Studium Logorytmiki – Akademia Muzyczna im. Stanisława Moniuszki w Gdańsku
- 1998 – 2000: Podyplomowe Studium Chórmistrzowskie – Akademia Muzyczna im. Feliksa Nowowiejskiego w Bydgoszczy,
- 2000: IX Polsko – Węgierskie Seminarium Kodaly’owskie
- 2001 – 2002: Kurs Kwalifikacyjny w zakresie przedmiotu Sztuka – Centrum Doskonalenia Nauczycieli w Bydgoszczy

## Praca zawodowa
- od września 1996: Szkoła Podstawowa w Strzelnie – nauczyciel muzyki
- od października 1996: prowadzenie Poranków Muzycznych dla dzieci w Akademii Muzycznej im. Feliksa Nowowiejskiego w Bydgoszczy
- od października 1998: asystent w Akademii Muzycznej im. Feliksa Nowowiejskiego w Bydgoszczy

## Działalność naukowa
Udział w sesjach, konferencjach i wykładach
- 27 – 29. 04. 2000: referat Dyrygenci chórów bydgoskich w latach 1920–1939, Sesja Naukowa: „Śpiewactwo Polskie na Ziemi Bydgoskiej” – Akademia Muzyczna w Bydgoszczy
- 26 – 27. 03.2001: referat Wpływ Poranków Muzycznych na rozwój dzieci niepełnosprawnych, Międzynarodowa Sesja Naukowa „Edukacja artystyczna dzieci i młodzieży” – Instytut Wychowania Muzycznego Wyższej Szkoły Pedagogicznej w Zielonej Górze
- 02. 03. 2004: referat:, Konferencja „Kultura i sztuka a terapia dzieci niepełnosprawnych”, Polskie Towarzystwo Walki z Kalectwem i Urząd Miasta Bydgoszcz
- Sierpień 2004: V Seminarium Gordonowskie: Audiacja – sposoby rozwijania i pomiar, PTEEG oraz Akademia Bydgoska – Ciechocinek
- 30 – 31. 05. 2005: referat: Poranki Muzyczne – tradycyjna i poszukująca forma kontaktu dzieci z muzyką, Sesja Naukowa „Wczesna edukacja – między schematem a poszukiwaniem” zorganizowana przez Uniwersytet Gdański, Borkowo k. Gdańska
- 21 – 22. 04 2005: referat: Wydarzenia muzyczne w Strzelnie w wieku XVIII i XIX, Akademia Muzyczna w Bydgoszczy
- 06 – 07. 04.2006: referat: Wydarzenia muzyczne w Strzelnie w latach 1945–2005, Akademia Muzyczna w Bydgoszczy
- 14 – 15.03.2007: I Ogólnopolska Konferencja Naukowa „Obszary badań naukowych w edukacji artystycznej” Bielsko-Biała (udział bierny)
- Maj 2007: wykład: Audycje muzyczne – forma kontaktu uczniów z muzyką, Wydział Dyrygentury Chóralnej i Edukacji Muzycznej Akademia Muzyczna w Bydgoszczy

## Publikacje
- artykuł Bydgoskie Chóry w Mannheim – „Życie Muzyczne” nr 3 – 4/ 2000
- Dyrygenci chórów bydgoskich w latach 1920–1939, „Śpiewactwo polskie na Ziemi Bydgoskiej”, z serii „Z badań nad muzyką i życiem muzycznym Pomorza i Kujaw (4)”, Zeszyty Naukowe Akademii Muzycznej w Bydgoszczy nr 14, s. 122–133.
- Wpływ Poranków Muzycznych na rozwój dzieci niepełnosprawnych, „Edukacja artystyczna dzieci i młodzieży”, Zielona Góra 2001
- Muzyczne wydarzenia w Strzelnie w XVIII i XIX wieku, Zeszyt Naukowy Akademii Muzycznej „Z badań nad muzyką i życiem muzycznym Pomorza i Kujaw”, Bydgoszcz 2005
- Edukacja artystyczna w ramach Poranków Muzycznych dla dzieci – „Muzyka w szkole XXI wieku. Tradycja – współczesność” pod red. L. Markiewicza, Katowice 2005
- Poranki Muzyczne – tradycyjna i poszukująca forma aktywnego kontaktu dzieci z muzyką – oddane do druku
- Muzyczne wydarzenia w Strzelnie 1945 – 2005 – oddane do druku
- Poranki Muzyczne jako forma aktywnego kontaktu dziecka z muzyką – między tradycją a poszukiwaniem, „Wychowanie Muzyczne w szkole” grudzień 2006

## Animacja kultury
- Poranki Muzyczne w Akademii Muzycznej w Bydgoszczy – audycje dla dzieci z rodzicami – od października 1996 roku
- 10. 04.2005: Koncert Mikołajkowy dla dzieci, Wtelno
- Poranki Muzyczne – Festiwal Nauki i Sztuki, Uniwersytet Mikołaja Kopernika w Toruniu:

1. 24. 04. 2005 – Wiosenna muzyka
2. 22. 04. 2006 – Muzyka na słońce i deszcz
3. 21. 04. 2007 – Posłuchaj… co czujesz?
4. 04.2008 – Piosenka jest dobra na wszystko
5. 25. 04. 2009 – Wokół nas wszystko gra

- Koncerty dla dzieci – Ostromecko:

1. 25. 05. 2003
2. 30. 05. 2004
3. 29. 05. 2005
4. 21. 05. 2006
5. 03. 06. 2007 (Muszla Koncertowa w Parku Witosa)
6. 01. 06. 2008

## Prowadzenie koncertów
- Koncerty Wydziału IV: marzec 2003, 2004, 2005, 2006
- Koncert Jubileuszowy Chóru Kameralnego Akademii Muzycznej w Bydgoszczy – 04. 03. 2006
- Koncert Chóralny w Akademii Muzycznej w Bydgoszczy – 22. 03. 2007
- Koncert Chóralny w Szkole Muzycznej w Inowrocławiu – maj 2007
- Koncert Śpiewająca Polska – „Koncert dla Mamy” 26. 05. 2007
- Koncert Śpiewająca Polska – 10. 01. 2009 (kolędy – Kościół Polskich Braci Męczenników)

## Nagrania
- Nagrania Poranków Muzycznych dla TV TRWAM: X – XII 2003, I – V 2004
- Nagranie płyty z piosenkami dla dzieci – styczeń 2007